# Bonbon-Polka
Die Bonbon-Polka ist eine Polka française von Johann Strauss (Sohn) (op. 213). Das Werk wurde am 21. November 1858 bei einem Konzert im Wiener Volksgarten aufgeführt. Ob es zuvor eine Aufführung in Russland gab, ist unklar.